# Ménil-Hubert-sur-Orne
Ménil-Hubert-sur-Orne és un municipi francès situat al departament de l'Orne i a la regió de Normandia. L'any 2007 tenia 385 habitants.

## Demografia

### Població
El 2007 la població de fet de Ménil-Hubert-sur-Orne era de 385 persones. Hi havia 158 famílies de les quals 50 eren unipersonals (27 homes vivint sols i 23 dones vivint soles), 54 parelles sense fills, 46 parelles amb fills i 8 famílies monoparentals amb fills.
La població ha evolucionat segons el següent gràfic:
Habitants censats

### Habitatges
El 2007 hi havia 274 habitatges, 167 eren l'habitatge principal de la família, 70 eren segones residències i 37 estaven desocupats. 269 eren cases i 2 eren apartaments. Dels 167 habitatges principals, 143 estaven ocupats pels seus propietaris, 20 estaven llogats i ocupats pels llogaters i 5 estaven cedits a títol gratuït; 2 tenien una cambra, 11 en tenien dues, 30 en tenien tres, 44 en tenien quatre i 80 en tenien cinc o més. 107 habitatges disposaven pel capbaix d'una plaça de pàrquing. A 69 habitatges hi havia un automòbil i a 80 n'hi havia dos o més.

### Piràmide de població
La piràmide de població per edats i sexe el 2009 era:
| Homes | Edats   | Dones |
| ----- | ------- | ----- |
| 0     | 95 o +  | 0     |
| 0     | 90 a 94 | 0     |
| 0     | 85 a 89 | 12    |
| 12    | 80 a 84 | 8     |
| 0     | 75 a 79 | 16    |
| 0     | 70 a 74 | 4     |
| 16    | 65 a 69 | 24    |
| 12    | 60 a 64 | 12    |
| 12    | 55 a 59 | 12    |
| 16    | 50 a 54 | 12    |
| 8     | 45 a 49 | 4     |
| 16    | 40 a 44 | 12    |
| 16    | 35 a 39 | 16    |
| 16    | 30 a 34 | 12    |
| 16    | 25 a 29 | 4     |
| 4     | 20 a 24 | 0     |
| 8     | 15 a 19 | 8     |
| 4     | 10 a 14 | 4     |
| 16    | 5 a 9   | 12    |
| 12    | 0 a 4   | 0     |

## Economia
El 2007 la població en edat de treballar era de 239 persones, 174 eren actives i 65 eren inactives. De les 174 persones actives 160 estaven ocupades (90 homes i 70 dones) i 15 estaven aturades (7 homes i 8 dones). De les 65 persones inactives 29 estaven jubilades, 14 estaven estudiant i 22 estaven classificades com a «altres inactius».

### Ingressos
El 2009 a Ménil-Hubert-sur-Orne hi havia 170 unitats fiscals que integraven 392,5 persones, la mediana anual d'ingressos fiscals per persona era de 17.007 €.

### Activitats econòmiques
Dels 20 establiments que hi havia el 2007, 1 era d'una empresa alimentària, 1 d'una empresa de fabricació de material elèctric, 1 d'una empresa de fabricació d'altres productes industrials, 7 d'empreses de construcció, 3 d'empreses de comerç i reparació d'automòbils, 1 d'una empresa de transport, 4 d'empreses d'hostatgeria i restauració, 1 d'una empresa immobiliària i 1 d'una empresa de serveis.
Dels 9 establiments de servei als particulars que hi havia el 2009, 2 eren paletes, 1 guixaire pintor, 2 fusteries, 1 lampisteria, 1 electricista i 2 restaurants.
L'únic establiment comercial que hi havia el 2009 era una fleca.
L'any 2000 a Ménil-Hubert-sur-Orne hi havia 14 explotacions agrícoles que ocupaven un total de 810 hectàrees.

## Poblacions més properes
El següent diagrama mostra les poblacions més properes.